# Elodes aquatica
Elodes aquatica is een keversoort uit de familie moerasweekschilden (Scirtidae). De wetenschappelijke naam van de soort werd in 1940 gepubliceerd door Blaisdell.